# Jhajjar
Jhajjar è una città dell'India di 39.004 abitanti, capoluogo del distretto di Jhajjar, nello stato federato dell'Haryana. In base al numero di abitanti la città rientra nella classe III (da 20.000 a 49.999 persone).

## Geografia fisica
La città è situata a 28° 37' 0 N e 76° 39' 0 E e ha un'altitudine di 219 m s.l.m..

## Società

### Evoluzione demografica
Al censimento del 2001 la popolazione di Jhajjar assommava a 39.004 persone, delle quali 20.966 maschi e 18.038 femmine. I bambini di età inferiore o uguale ai sei anni assommavano a 5.531, dei quali 3.086 maschi e 2.445 femmine. Infine, coloro che erano in grado di saper almeno leggere e scrivere erano 27.043, dei quali 15.960 maschi e 11.083 femmine.